# Малинин, Николай Петрович (педагог)
Николай Петрович Малинин (5 (17) декабря 1847 — 19 июня 1899) — педагог, просветитель. Автор множества учебников по географии, истории, рисованию, черчению, пению.

## Биография
Николай Петрович родился 5 (17) декабря 1847 года в городе Темир-Хан-Шура (ныне Буйнакск).
Его отец, Пётр Иванович Малинин, отслуживший 25 лет в Русской императорской армии простым солдатом, выйдя в отставку, обустраивается в городе Темир-Хан-Шура, там, где и проходил армейскую службу. Работать он устраивается на государственную службу низшим служащим и обзаводится семьей. Его молодая жена Марья Киреевна — простая казачка, оставшаяся неграмотной до конца своей жизни. Среди пятерых его детей, Николай был старшим.
Молодой Николай, выучившись грамоте, стремится продолжить обучение, но в это время умирает его отец Петр Иванович. Матери на солдатскую пенсию было трудно воспитывать пятерых детей. Сослуживец отца, выбравшийся в люди, выхлопотал для старших сыновей Петра Ивановича — Николая и Ивана право учиться за казённый счёт. Марфа Киреевна экономила каждый грош, что бы помогать старшим детям. В 1864 году Николай поступил в учительскую семинарию военного ведомства и окончил её первым учеником. Как лучший выпускник, он был оставлен в той же семинарии преподавателем истории и географии. Одновременно, получает разрешение посещать Московский университет в качестве вольнослушателя.

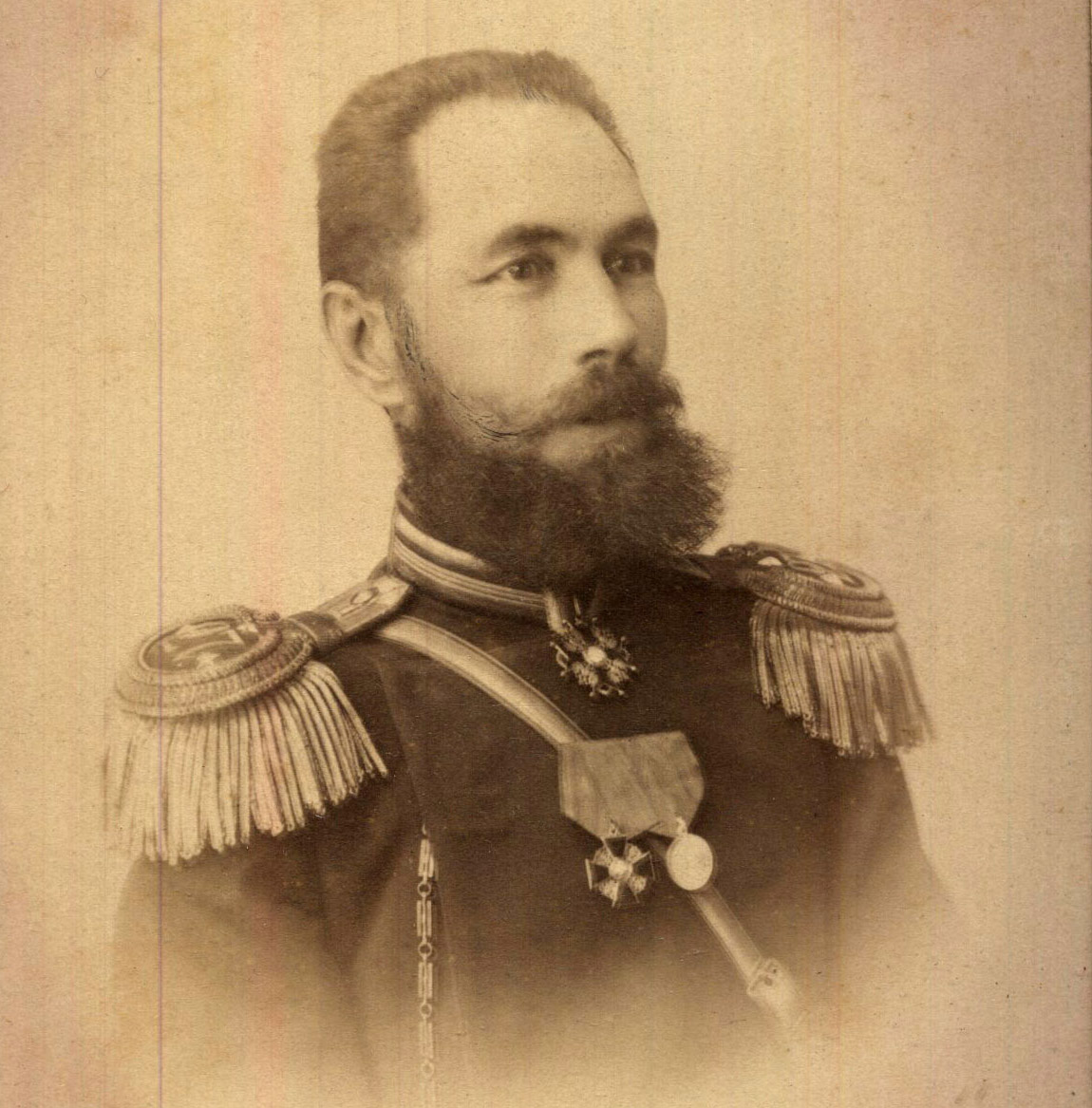
Павел Петрович Малинин

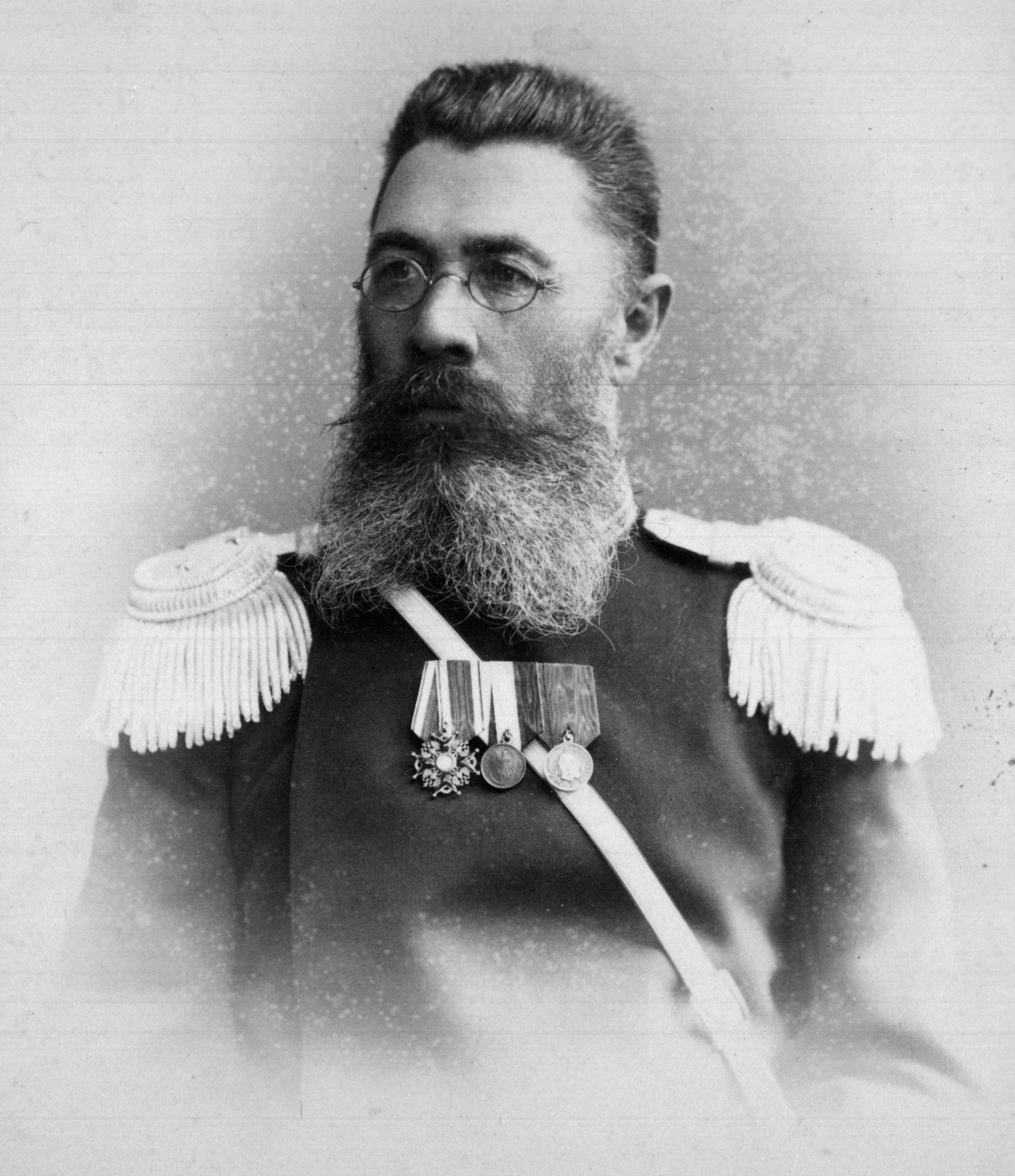
Иван Петрович Малинин

Выбравшись на дорогу жизни, Николай Петрович помогает младшим братьям, которых удалось устроить в кадетский корпус. Его братья, Павел Петрович и Иван Петрович Малинины пошли по стопам отца и дослужились до высших офицерских чинов.
Наряду с преподавательской деятельностью в Семинарии, Николай Петрович организует первую в Москве фабричную школу при фабрике Михайлова, ведёт первые педагогические курсы для учительниц московских городских школ.

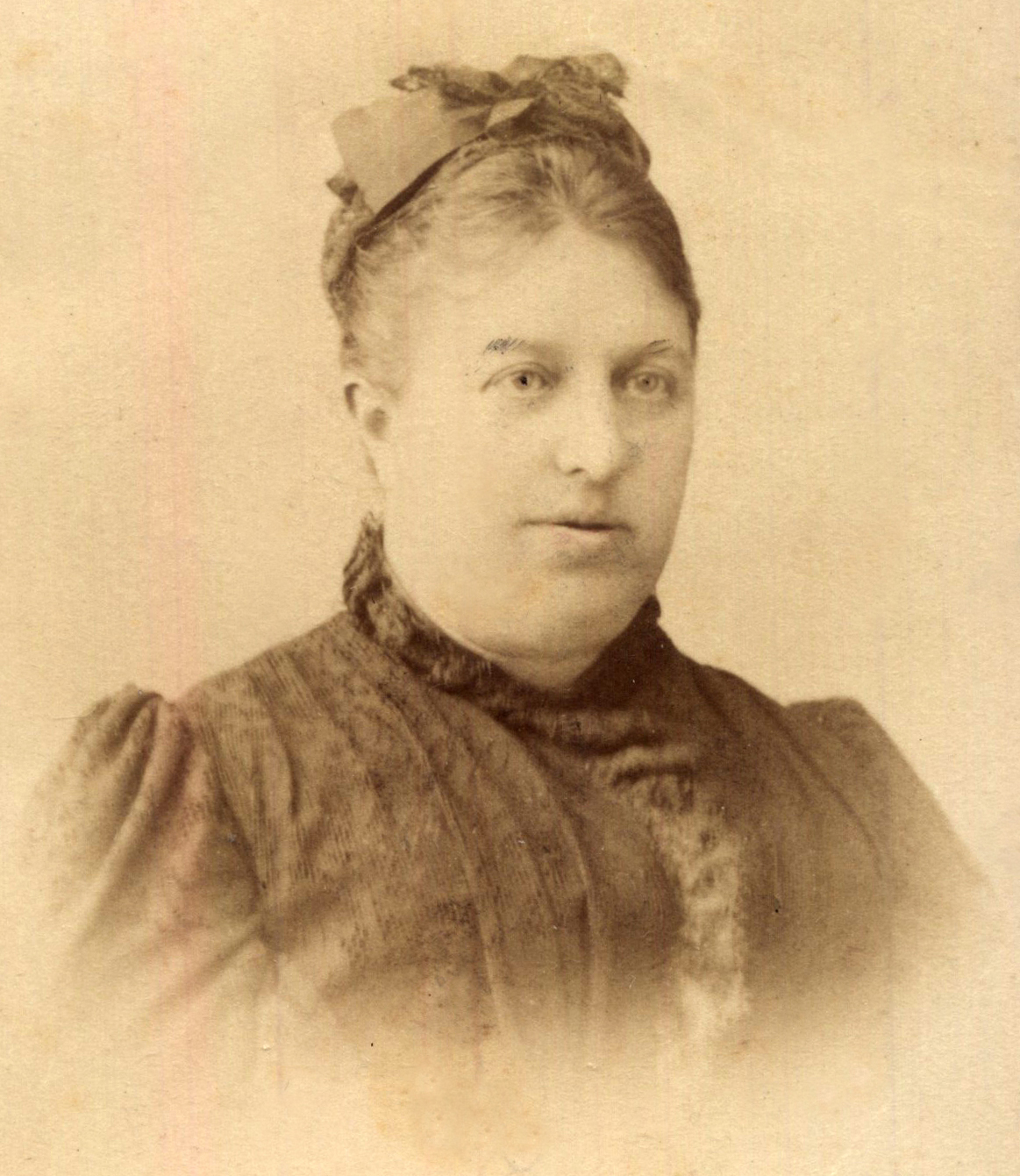
Ольга Федоровна Малинина (Ермакова)

На все его начинания требовались деньги. В этом ему помогает его жена Ольга Федоровна, дочь купца 1-й гильдии, почетного гражданина — Федора Яковлевича Ермакова, родного брата Флора Яковлевича Ермакова.
С 1870 по 1873 годы Николай Петрович руководит учительскими курсами в Алексинском уезде и Богородицке Тульской губернии, в Богородском уезде Московской губернии. Состоит наблюдателем над земскими школами Московского уезда. С 1873 года его приглашают в Практическую академию коммерческих наук преподавателем русского языка и географии. Там он работал четверть века…
Официальные круги не всегда разделяли мнения Николая Петровича. Так, учёный комитет Министерства Народного Просвещения, разбирая 8 мая 1879 г. книгу «История России для народа» отмечал, как крупный недостаток, что автором очень часто и очень много говорится о происках бояр и о зле, причинённой русской земле боярским правлением, слишком много места отведено подробностям о бунтах Стеньки Разина, Пугачёва и др.
«Солдатский сын» в 1892 году, за исключительные заслуги по народному просвещению и 25-летию педагогической деятельности был произведён в надворные советники (генеральский чин по ведомству просвещения) и «утверждён в дворянском достоинстве». Точнее, через три года после 25-тилетия педагогической деятельности. Это было официальное признание его трудов.
Умер 19 июня 1899 года на 52-м году жизни, в поезде, возвращаясь из путешествия по югу России. Захоронен на Семёновском кладбище.